# 2MASS J13364062+3743230
2MASS J13364062+3743230 ist ein etwa 65 Lichtjahre von der Erde entfernter Brauner Zwerg im Sternbild Jagdhunde. Er wurde 2007 von Kelle L. Cruz et al. entdeckt.
Er gehört der Spektralklasse L1 an. Seine Position verschiebt sich aufgrund seiner Eigenbewegung jährlich um 0,20937 Bogensekunden.